# گوک‌کایا (اورتاکوی)
گوک‌کایا (به ترکی استانبولی: Gökkaya) یک منطقهٔ مسکونی در ترکیه است که در اورتاکوی (آق‌سرای) واقع شده‌است.